# リバティ郡 (ジョージア州)
リバティ郡（英: Liberty County）は、アメリカ合衆国ジョージア州の南東部大西洋岸に位置する郡である。人口は6万5256人（2020年） 。郡庁所在地はハインズビルであり、同郡で人口最大の都市である。
リバティ郡はハインズビル都市圏に属している。

## 地理
アメリカ合衆国国勢調査局に拠れば、郡域全面積は602.52平方マイル (1,560.5 km2)であり、このうち陸地519.05平方マイル (1,344.3 km2)、水域は83.47平方マイル (216.2 km2)で水域率は13.85%である。

### 主要高規格道路

#### 州間高速道路
- 州間高速道路95号線

#### アメリカ国道
- アメリカ国道17号線
- アメリカ国道84号線

#### ジョージア州道
- ジョージア州道25号線
- ジョージア州道38号線
- ジョージア州道38号線接続路
- ジョージア州道119号線
- ジョージア州道144号線
- ジョージア州道196号線
- ジョージア州道405号線

### 隣接する郡
- ブライアン郡 - 北
- マッキントシュ郡 - 南
- ロング郡 - 西
- エバンス郡 - 北西
- タットノール郡 - 北西

## 人口動態
以下は2000年国勢調査による人口統計データである。
| 基礎データ - 人口: 61,610人 - 世帯数: 19,383 世帯 - 家族数: 15,138 家族 - 人口密度: 46人/km2（119人/mi2） - 住居数: 21,977軒 - 住居密度: 16軒/km2（42軒/mi2） 人種別人口構成 - 白人: 46.64% - アフリカン・アメリカン: 42.84% - ネイティブ・アメリカン: 0.52% - アジア人: 1.76% - 太平洋諸島系: 0.43% - その他の人種: 4.43% - 混血: 3.37% - ヒスパニック・ラテン系: 8.15% 年齢別人口構成 - 18歳未満: 32.0% - 18-24歳: 17.9% - 25-44歳: 33.9% - 45-64歳: 12.2% - 65歳以上: 3.9% - 年齢の中央値: 25歳 - 性比（女性100人あたり男性の人口） - 総人口: 111.3 - 18歳以上: 115.1 | 世帯と家族（対世帯数） - 18歳未満の子供がいる: 50.5% - 結婚・同居している夫婦: 59.6% - 未婚・離婚・死別女性が世帯主: 14.8% - 非家族世帯: 21.9% - 単身世帯: 16.6% - 65歳以上の老人1人暮らし: 3.2% - 平均構成人数 - 世帯: 2.93人 - 家族: 3.29人 収入と家計 - 収入の中央値 - 世帯: 33,477米ドル - 家族: 35,031米ドル - 性別 - 男性: 25,305米ドル - 女性: 20,765米ドル - 人口1人あたり収入: 13,855米ドル - 貧困線以下 - 対人口: 15.0% - 対家族数: 13.5% - 18歳未満: 19.2% - 65歳以上: 19.9% |

## 都市と町
| - ハインズビル（郡庁所在地） - アレンハースト - フレミントン - フォートスチュアート - ガムブランチ | - ミッドウェイ - サンベリー - ライスボロ - ウォルサービル - フレミング |